# Morrón de la Bandera

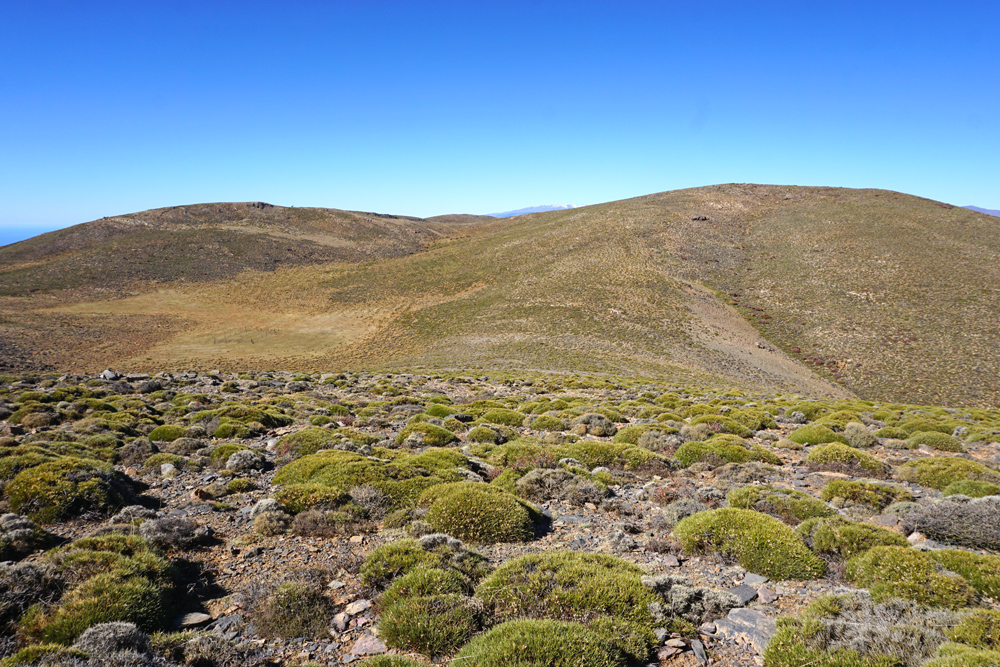
Morrón de la Bandera o los Franceses visto desde el cercano Morrón de la Lagunilla o Mariné

El Morrón de la Bandera o Morrón de los Franceses es la segunda cima más alta de la sierra de Gádor, en el sur de la provincia de Almería (España). Con una altitud de 2236 m s. n. m., sólo le supera el cercano Morrón de la Lagunilla o Mariné (2247 m s. n. m.). Administrativamente, se encuentra en el término municipal de Fondón.

## Descripción
Se encuentra en la zona conocida popularmente como "El Pelao", una meseta ondulada por encima de los 1800 metros de altitud que constituye la parte alta de la sierra. En esta zona son frecuentes las nieves en invierno y el frío suele ser muy intenso, especialmente durante las noches invernales; es fácil que se lleguen a los -12 °C e incluso a los -15 °C.
Tiene una prominencia de tan sólo unos 70 metros y un aislamiento de menos de 1 km, al ser una cima relativamente secundaria respecto al ya mencionado Morrón de la Lagunilla o Mariné.
En este monte hay tres vértices geodésicos. El vértice principal se denomina simplemente "Morrón" y se encuentra a 2236 m, la máxima cota del Morrón de la Bandera. Unos 100 m al noreste está el vértice "Morrón (excéntrica norte)", en una antecima, a 2228 m. Por último, unos 500 m al suroeste hay una cima secundaria conocida como "Morrón Sur", que alcanza los 2216 m. Esta cima pertenece al término municipal de Dalías y en ella se encuentra el vértice "Morrón (excéntrica sur)", a 2214 m.
Cabe destacar que en el Morrón Sur se ubicó un observatorio astronómico, ya abandonado, del que aún se conservan las ruinas.

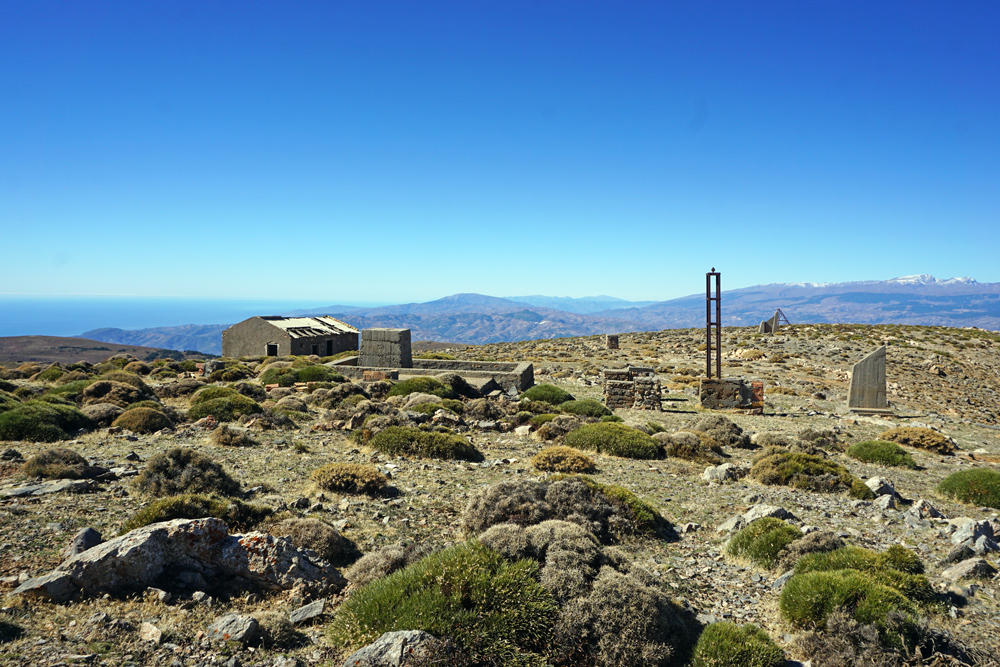
Observatorio abandonado en el Morrón Sur